# Lasiurus castaneus
Lasiurus castaneus é uma espécie de morcego da família Vespertilionidae. Pode ser encontrada na Colômbia, Costa Rica e Panamá.